# Liste der Monuments historiques in Seurre
Die Liste der Monuments historiques in Seurre führt die Monuments historiques in der französischen Gemeinde Seurre auf.

## Liste der Immobilien
| Bezeichnung      | Beschreibung                                                                                  | Standort                                       | Kennzeichnung | Schutzstatus | Datum | Bild           |
| ---------------- | --------------------------------------------------------------------------------------------- | ---------------------------------------------- | ------------- | ------------ | ----- | -------------- |
| Kirche St-Martin | aus dem 13. und 14. Jahrhundert                                                               | Rue Dulac (Lage)                               | PA00112678    | Inscrit      | 1927  | weitere Bilder |
| Hôtel-Dieu       | heute Hôpital Saint-Laurent; aus dem 17. und 18. Jahrhundert; mit Teilen der Innenausstattung | 12 Grande-Rue du Faubourg-Saint-Georges (Lage) | PA00112679    | Inscrit      | 1976  | weitere Bilder |
| Maison Bossuet   | ehemals bezeichnet 1504                                                                       | 11, 13 rue Bossuet (Lage)                      | PA00112680    | Inscrit      | 1972  | weitere Bilder |
| Ursulinenkloster | zuvor Klarissenkloster; zwischen 1626 und 1701 erbaut, im 19. Jahrhundert umgestaltet         | 33 rue des Écoles (Lage)                       | PA00112783    | Inscrit      | 1992  | weitere Bilder |
| Wohnhaus         | Fachwerkhaus, erste Hälfte des 16. Jahrhunderts                                               | 5 rue Bossuet (Lage)                           | PA00112787    | Inscrit      | 1992  |                |

## Liste der Objekte
| Bezeichnung                                         | Beschreibung | Standort                       | Kennzeichnung | Schutzstatus | Datum     | Bild |
| --------------------------------------------------- | --- | ------------------------------ | ------------- | ------------ | --------- | ---- |
| 40 Arzneikannen                                     | Fayence, 18. Jahrhundert | im Hôpital (Lage)              | PM21002718    | Classé       | 1913      |      |
| 39 Arzneigefäße                                     | Fayence, 18. Jahrhundert | im Hôpital (Lage)              | PM21002719    | Classé       | 1913      |      |
| Vier Arzneigefäße (1)                               | Fayence, Ende des 17. Jahrhunderts | im Hôpital (Lage)              | PM21002721    | Classé       | 1913      |      |
| Schrank (1)                                         | Obstbaumholz, 19. Jahrhundert | im Hôpital (Lage)              | PM21002734    | Classé       | 1959      |      |
| Skulptur Madonna mit Kind                           | Kalkstein, 16. Jahrhundert | in der Kirche St-Martin (Lage) | PM21002247    | Classé       | 1912      |      |
| Gemälde Die heilige Cäcilia mit muszierenden Engeln | Ölfarbe auf Leinwand, erste Hälfte des 17. Jahrhunderts | in der Kirche St-Martin (Lage) | PM21002247    | Classé       | 1972      |      |
| Skulpturengruppe Mariä Verkündigung                 | Holz, vergoldet, 18. Jahrhundert | in der Kirche St-Martin (Lage) | PM21002249    | Classé       | 1972      |      |
| Orgel                                               | Ensemble aus PM21002251 und PM21003105 | in der Kirche St-Martin (Lage) | PM21003104    | Classé       | 1976 1988 |      |
| Orgelprospekt                                       | 1705 durch Julien Tribuot für das Kloster Maizières in Saint-Loup-Géanges gebaut, 1791 nach Seurre versetzt                                                                        | in der Kirche St-Martin (Lage) | PM21003105    | Classé       | 1988      |      |
| Instrumentalteil der Orgel                          | 1705 durch Julien Tribuot für das Kloster Maizières in Saint-Loup-Géanges gebaut, 1791 nach Seurre versetzt                                                                        | in der Kirche St-Martin (Lage) | PM21002251    | Classé       | 1976      |      |
| Mörser und Sockel                                   | Bronze, versilbert, Holz, bezeichnet 1679 | im Hôpital (Lage)              | PM21002253    | Classé       | 1901      |      |
| Vier Arzneigefäße (2)                               | Fayence, 16. Jahrhundert (?); eines verschwunden | im Hôpital (Lage)              | PM21002254    | Classé       | 1913      |      |
| Fünf Mörser                                         | Bronze, 16. und 17. Jahrhundert | im Hôpital (Lage)              | PM21002255    | Classé       | 1913      |      |
| Zwei Öllampen                                       | Zinn, 18. Jahrhundert | im Hôpital (Lage)              | PM21002257    | Classé       | 1913      |      |
| Schrank der Familie Toulougeon                      | Nussbaumholz, Eisen- und Bronzebeschläge, um 1700 | im Hôpital (Lage)              | PM21002258    | Classé       | 1913      |      |
| 97 Arzneigefäße                                     | Fayence, Ende des 17. und 18. Jahrhundert | im Hôpital (Lage)              | PM21002259    | Classé       | 1913      |      |
| Skulptur Heilige Barbara                            | Kalkstein, farbig gefasst, Mitte des 15. Jahrhunderts, aus der Werkstatt von Jean de la Huerta                                                                                     | im Hôpital (Lage)              | PM21002260    | Classé       | 1931      |      |
| Zehn Schränke                                       | Holz, 17. und 18. Jahrhundert | im Hôpital (Lage)              | PM21002261    | Classé       | 1950      |      |
| Speiseschrank (1)                                   | Eichenholz, 17. Jahrhundert | im Hôpital (Lage)              | PM21002262    | Classé       | 1959      |      |
| Speiseschrank (2)                                   | Nuss- und Kirschbaumholz, 17. Jahrhundert (?); aus dem Hôpital | im Maison Bossuet (Lage)       | PM21002263    | Classé       | 1959      |      |
| Kommode                                             | Kirschbaum- und Kiefernholz, Marmor, Bronze, 18. Jahrhundert | im Hôpital (Lage)              | PM21002264    | Classé       | 1959      |      |
| Tisch                                               | Nuss- und Obstbaumholz, 17. Jahrhundert | im Hôpital (Lage)              | PM21002265    | Classé       | 1959      |      |
| Truhe                                               | Holz, 18. Jahrhundert | im Hôpital (Lage)              | PM21002266    | Classé       | 1960      |      |
| Truhenbank                                          | Eichenholz, Schmiedeeisen, 15. Jahrhundert | im Hôpital (Lage)              | PM21003057    | Classé       | 2003      |      |
| Skulptur Heiliger Laurentius                        | Kalkstein, farbig gefasst, um 1500 | in der Kirche St-Martin (Lage) | PM21003506    | Inscrit      | 1974      |      |
| Skulptur Mater dolorosa                             | Holz, farbig gefasst, 16. oder 18. Jahrhundert | in der Kirche St-Martin (Lage) | PM21003507    | Inscrit      | 1974      |      |
| Skulptur einer Märtyrerin                           | Darstellung der heiligen Fides oder der heiligen Ursula; Holz, farbig gefasst, versilbert und vergoldet, 17. Jahrhundert; vermutlich aus dem Couvent des Grands-Augustins in Paris | in der Kirche St-Martin (Lage) | PM21003508    | Inscrit      | 1974      |      |
| Skulptur Heiliger Augustinus                        | Holz, farbig gefasst, versilbert und vergoldet, 17. Jahrhundert; vermutlich aus dem Couvent des Grands-Augustins in Paris                                                          | in der Kirche St-Martin (Lage) | PM21003509    | Inscrit      | 1974      |      |
| Drei Wandschränke für Arzneien                      | Eichenholz, 18. oder frühes 19. Jahrhundert | im Hôpital (Lage)              | PM21003362    | Inscrit      | 1972      |      |
| Mörser (1)                                          | Bronze, 16. oder 17. Jahrhundert | im Hôpital (Lage)              | PM21002714    | Classé       | 1913      |      |
| Mörser (2)                                          | Bronze, 16. Jahrhundert (?) | im Hôpital (Lage)              | PM21002715    | Classé       | 1913      |      |
| Mörser (3)                                          | Bronze, 16. Jahrhundert | im Hôpital (Lage)              | PM21002716    | Classé       | 1913      |      |
| Mörser (4)                                          | Bronze, erste Hälfte des 19. Jahrhunderts | im Hôpital (Lage)              | PM21002717    | Classé       | 1913      |      |
| Neun Arzneigefäße                                   | Fayence, 18. Jahrhundert | im Hôpital (Lage)              | PM21002720    | Classé       | 1913      |      |
| Drei Arzneigefäße                                   | Fayence, Ende des 17. Jahrhunderts | im Hôpital (Lage)              | PM21002722    | Classé       | 1913      |      |
| Zwei Arzneigefäße                                   | Fayence, Ende des 17. Jahrhunderts | im Hôpital (Lage)              | PM21002723    | Classé       | 1913      |      |
| Schrank (2)                                         | Obstbaumholz, 17. Jahrhundert | im Hôpital (Lage)              | PM21002725    | Classé       | 1959      |      |
| Schrank (3)                                         | Obstbaumholz, 17. Jahrhundert | im Hôpital (Lage)              | PM21002726    | Classé       | 1959      |      |
| Schrank (4)                                         | Nussbaumholz, Schmiedeeisen, Ende des 17. Jahrhunderts | im Hôpital (Lage)              | PM21002727    | Classé       | 1959      |      |
| Schrank (5)                                         | Nussbaumholz, Schmiedeeisen, um 1700 | im Hôpital (Lage)              | PM21002728    | Classé       | 1959      |      |
| Schrank (6)                                         | Eichen- und Nussbaumholz, Schmiedeeisen, erste Hälfte des 18. Jahrhunderts | im Hôpital (Lage)              | PM21002729    | Classé       | 1959      |      |
| Schrank (7)                                         | Eichen- und Kirschbaumholz, Schmiedeeisen, erste Hälfte des 18. Jahrhunderts | im Hôpital (Lage)              | PM21002730    | Classé       | 1959      |      |
| Schrank (8)                                         | Eichen- und Nussbaumholz, Schmiedeeisen, 18. Jahrhundert | im Hôpital (Lage)              | PM21002731    | Classé       | 1959      |      |
| Schrank (9)                                         | Eichen- und Nussbaumholz, Schmiedeeisen, 18. Jahrhundert | im Hôpital (Lage)              | PM21002732    | Classé       | 1959      |      |
| Schrank (10)                                        | Obstbaumholz, Schmiedeeisen, 19. Jahrhundert | im Hôpital (Lage)              | PM21002733    | Classé       | 1959      |      |
| Weihwasserbecken                                    | Bronze, 1671 gegossen | im Hôpital (Lage)              | PM21002256    | Classé       | 1913      |      |
| Zwei Schränke (1)                                   | Nussbaumholz, Ende des 17. Jahrhunderts | im Hôpital (Lage)              | PM21003619    | Inscrit      | 2009      |      |
| Zwei Schränke (2)                                   | Nussbaumholz, Mitte des 18. Jahrhunderts | im Hôpital (Lage)              | PM21003620    | Inscrit      | 2009      |      |
| Glocke                                              | Bronze, 1742 gegossen | in der Kirche St-Martin (Lage) | PM21005236    | Classé       | 2003      |      |
| Glockenschläger                                     | Bronze, Holz, 1731 | auf dem Schulhaus (Lage)       | PM21005237    | Classé       | 2003      |      |